# Sonate pour clarinette
Une sonate pour clarinette est une composition en forme de sonate pour clarinette, souvent avec accompagnement d'un piano.
Les deux sonates pour clarinette de Brahms écrites tard dans sa vie pour Richard Mühlfeld tiennent une place importante dans le répertoire de cet instrument.

## Sonates pour clarinette (liste non exhaustive)
- Gregorio Sciroli - Sonate pour clarinetto et basse continue en si bémol majeur, considérée comme la première sonate écrite pour clarinette (1770)[1]
- Jean-Xavier Lefèvre - Trois grandes sonates pour clarinette et basse, op. 12 n° 1 (Paris : Janet, ca. 1792-1793)[2]
- François Devienne - Sonate pour clarinette no 1 (1798) ; Sonate pour clarinette no 2 (1798) ; Sonate pour clarinette no 3 (Paris : Sieber (fils), ca. 1800)[3]
- Ferdinand Ries - Sonate pour clarinette, op. 29 (1808)[4] ; Sonate sentimentale pour clarinette (ou flûte) et piano, op. 169 (1814)[5],[6]
- Carl Maria von Weber - Grand duo concertant, J204 op. 48 (1814-15)[7]
- Felix Mendelssohn -  Sonate pour clarinette (MWV Q 15) (1824)
- Franz Danzi - Sonate pour cor de basset et piano en fa, Op. 62 (1824)
- Louis Théodore Gouvy - Sonate pour clarinette et piano en sol majeur, Op. 67 n°1 et 2 (1875)[8]
- Carl Reinecke - Sonate « Undine » pour clarinette, op.167 (1882), transcription par le compositeur, originellement pour flûte, et également pour violon[9]
- Felix Draeseke - Sonate pour clarinette, op. 38 (1887), qui peut également être jouée par un violon
- Josef Rheinberger - Sonate pour clarinette, op. 105a, en mi bémol mineur (1893)[10]
- Johannes Brahms - Sonate pour clarinette no 1 et Sonate pour clarinette no 2, op. 120 (les deux en 1894), qui peuvent également être jouées par un alto
- Max Reger - Sonate pour clarinette no 1, en la bémol majeur, op. 49 no 1 ; Sonate pour clarinette no 2 , en fa dièse mineur, op. 49 no 2 (1900) ; et Sonate pour clarinette no 3, en si bémol majeur, op. 107 (1909)[11]
- Maurice Emmanuel - Sonate pour clarinette, flûte et piano, op. 11 (1907)
- Charles Villiers Stanford - Sonate pour clarinette, op. 129 (1912), qui peut également être jouée par un alto
- Francis Poulenc - Sonate pour deux clarinettes, op. 7 (1918/1945) ; Sonate pour clarinette et basson, op. 32 (1922/1945) ; Sonate pour clarinette et piano, op. 184 (1962);

« Francis Poulenc est la musique même, je ne connais pas de musique plus directe, plus simplement exprimée et qui va droit au but avec tant de sûreté. Il a repris dans la musique de chambre la forme des sonates courtes, telle que la concevait Scarlatti, et où les éléments sont réduits au minimum. Sa Sonate pour clarinette et basson est une merveille de précision, de gaieté, de charme et de grâce, et sa Sonate pour cor, trompette et trombone est un véritable chef-d’œuvre. »

— Darius Milhaud, Études, Paris, Éditions Claude Aveline, 1927, p. 19
- Camille Saint-Saëns - Sonate pour clarinette, op. 167 (1921)[13]
- Arthur Honegger - Sonatine pour clarinette et piano (1921-22)
- Darius Milhaud - Sonatine pour clarinette (1927)
- Othmar Schoeck - Sonate pour clarinette basse et piano, op. 41 (1928)
- John Cage - Sonate pour clarinette solo (1933)
- Arnold Bax - Sonate pour clarinette (1934)
- Antoni Szalowski - Sonate pour clarinette (1936)
- Paul Hindemith - Sonate pour clarinette et piano (1939)
- Leonard Bernstein - Sonate pour clarinette et piano (1942)
- Paul Ladmirault - Sonate pour clarinette et piano (1942)
- Aaron Copland - Sonate pour clarinette (ou violon) et piano (1943)
- York Bowen - Sonate pour clarinette (1943)
- John Ireland - Sonate fantaisie (1943)
- Sergei Prokofiev - Sonate pour clarinette et piano, op. 94 (1943), originellement pour flûte, et également pour violon
- Mario Castelnuovo-Tedesco - Sonate pour clarinette et piano, op. 128 (1945)
- Nino Rota - Sonate en ré majeur pour clarinette et piano (1945)
- Mieczysław Weinberg - Sonate pour clarinette et piano, op. 28 (1945)
- Herbert Howells - Sonate pour clarinette (1946)
- Marga Richter (en) - Sonate pour clarinette et piano (1948)
- Malcolm Arnold - Sonatina pour clarinette, op. 29 (1951)
- Bohuslav Martinů - Sonatine pour clarinette, H. 356 (1956)
- Germaine Tailleferre - Sonate pour clarinette solo, (1959)
- Carlos Guastavino - Sonate pour clarinette (1970)
- Tiberiu Olah (en) - Sonate pour clarinette seule, (Paris : Éditions Salabert, cop. 1970)[14]
- Vyacheslav Artyomov (en) - Sonate pour clarinette solo (1966) ; Confession pour clarinette solo (1971)
- Edison Denisov - Sonate pour clarinette, pour clarinette en si  solo, (première mondiale à Moscou, 24 janvier 1974)[15]
- Aaron Copland - Sonate pour clarinette et piano, transcription par le compositeur de la Sonate pour violon et piano, révision clarinette : Timothy Paradise (1983)[16]
- Jack Cooper (en) - Sonate pour clarinette (1999)
- Peter Klatzow (en) - Sonate (2007)
- Nicolas Bacri, Mondorf sonatina no 2 pour clarinette seule, (Paris : Durand : BMG, 2008)[17]
- Roger Boutry, Sonatina in allegria pour clarinette seule, (Paris : Salabert, 2008)[18]
- Octavio Vazquez (en) - Sonate pour clarinette (2009)
- Dieter Lehnhoff - Sonate « Urbana » pour clarinette et piano, op. 30 (2010)
- Jennifer Higdon - Sonate pour clarinette et piano (2011)
- Hendrik Hofmeyr - Sonate pour clarinette (2013)
- Octave Juste - Trois brèves sonatines pour clarinette seule ou clarinette et piano, (Noisy-le-Sec : Sempre più éd., 2014)[19]
- Bruno Vlahek - Sonate pour clarinette et piano, op. 42 (2015)
- Marc Eychenne - Sonate pour clarinette basse et piano (2015)
- David Conte (en) - Sonate pour clarinette et piano (2019)
- Carleton Elliott (en) - Sonatine en un mouvement pour clarinette et piano

## Sources
- (en), Burnet C. Tuthill, « Sonatas for Clarinet and Piano : Annotated Listings », Journal of Research in Music Education, Vol. 20, No. 3. (Autumn, 1972), pp. 308–328, JSTOR:3343885.